# Kevin Hern

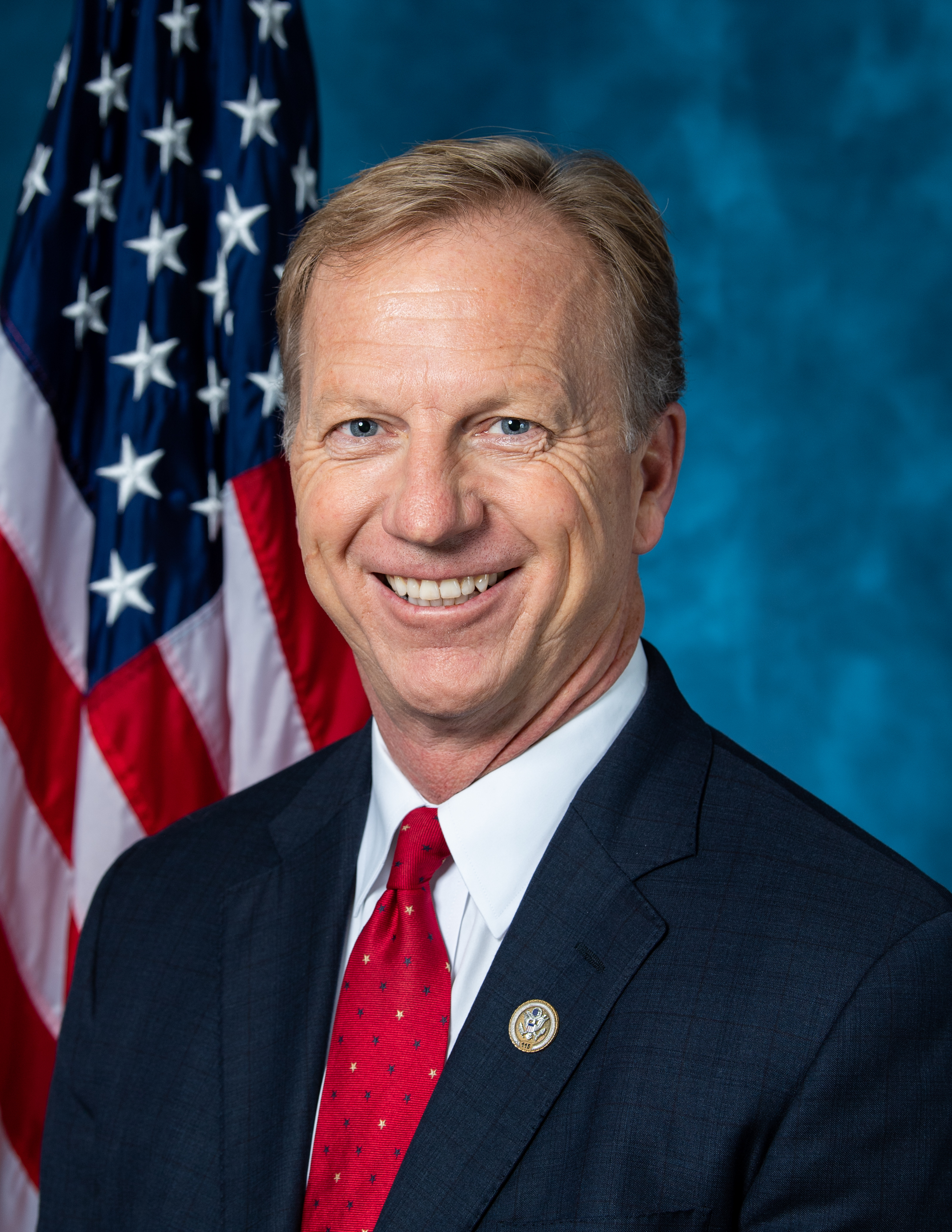
Kevin Hern

Kevin Ray Hern (* 4. Dezember 1961 in Belton, Missouri) ist ein US-amerikanischer Politiker. Seit dem 13. November 2018 vertritt er den US-Bundesstaat Oklahoma im US-Repräsentantenhaus.

## Werdegang
Kevin Hern besuchte die Dover High School in Dover im Bundesstaat Arkansas, die er 1980 abschloss. Anschließend studierte er an der Arkansas Tech University in Russellville, wo er 1986 mit einem Bachelor of Science abschloss. Während er später für den Luft- und Raumfahrtkonzern Rockwell International tätig war, arbeitete er parallel an einer Dissertation am Georgia Institute of Technology auf dem Gebiet der Raumfahrttechnik. In Arkansas besuchte er zwischen 1997 und 1999 zudem die University of Arkansas in Little Rock, die er mit einem Master of Business Administration abschloss. Nachdem es 1986 zum Challenger-Unglück gekommen war, hatte er zunächst Probleme, eine neue Anstellung zu finden, bevor er ein Franchisee, also ein Franchisenehmer, der Fast-Food-Kette McDonald’s wurde. 1997 kaufte er seine ersten McDonald’s-Filialen in North Little Rock. 1999 verkaufte er diese wieder und erwarb in Muskogee im Bundesstaat Oklahoma zwei weitere Filialen. Das Geschäft wuchs auf zehn Filialen im gesamten Raum um die Großstadt Tulsa an.
Nachdem der Republikaner Jim Bridenstine seine neue Stelle als Direktor der NASA angetreten hatte kandidierte Hern für den freigewordenen Sitz des 1. Kongresswahlbezirks von Oklahoma. In der Vorwahl gewann er parteiintern gegen Tim Harris und konnte sich anschließend auch gegen den demokratischen Gegenkandidaten Tim Gilpin im Kampf um den vakanten Sitz durchsetzen. Sein Amt nahm er am 13. November 2018 auf. Die Wahl 2020 konnte er ebenfalls gewinnen. Bei der Kongresswahl 2022 gewann Kevin Herb mit 61,2 % gegen den Demokraten Adam Martin und die Unabhängige Evelyn Rogers. Nach dem Sturz von Kevin McCarthy 2023 während des 118. Kongresses war Herb einer der Kandidaten für McCarthys Nachfolge als Sprechers des Repräsentantenhauses. Bei der folgenden Wahl 2024 zum 119. Kongress wurde er mit 60,4 % wiedergewählt. Herb kann dadurch sein Amt bis heute ausüben. Seine aktuelle Legislaturperiode im Repräsentantenhaus des 119. Kongresses läuft noch bis zum 3. Januar 2027.

## Persönliches
Hern und seine Ehefrau Tammy sind Eltern von drei Kindern. Sie leben in Tulsa. Hern ist Mitglied der Waffenlobby NRA, welche ihn öffentlich stark unterstützt. Zudem setzt er sich für eine verstärkte Grenzüberwachung im Süden sowie für offene Märkte ein und gilt als Abtreibungsgegner (Pro-Life).